# كاثرين كيرك
كاثرين كيرك (بالإنجليزية: Katherine Hull-Kirk)‏ هي لاعبة غولف أسترالية، ولدت في 26 فبراير 1982 في بريزبان في أستراليا.

## وصلات خارجية
- كاثرين كيرك على موقع رابطة لاعبات الغولف المحترفات (الإنجليزية)